# José María López Mezquita
José María López Mezquita – hiszpański malarz portrecista.
Pochodził z Grenady, jednak przeprowadził się do Madrytu aby kontynuować artystyczne studia w Królewskiej Akademii Sztuk Pięknych św. Ferdynanda. W 1901 roku zdobył I medal na Krajowej Wystawie Sztuk Pięknych za dzieło Cuerda de presos. Dużo podróżował po Europie korzystając ze stypendium księżnej Izabeli Burbon. W Anglii poznał malarza Johna Singera Sargenta, który szczególnie wpłynął na jego sposób malowania portretów. Przez około 10 lat mieszkał w Nowym Jorku malując liczne prace dla Hispanic Society of America.